# 1. Fußball-Club Köln 01/07 1981-1982
Questa voce raccoglie le informazioni riguardanti il 1. Fußball-Club Köln 01/07 nelle competizioni ufficiali della stagione 1981-1982.

## Stagione
Nella stagione 1981-1982 il Colonia, allenato da Rinus Michels, concluse il campionato di Bundesliga al 2º posto. In Coppa di Germania il Colonia fu eliminato al primo turno dal Duisburg.

## Rosa
| N. |                     | Ruolo | Calciatore         |
| -- | ------------------- | ----- | ------------------ |
|    | Germania (bandiera) | P     | Gerald Ehrmann     |
|    | Germania (bandiera) | P     | Harald Schumacher  |
|    | Germania (bandiera) | D     | Bernd Cullmann     |
|    | Germania (bandiera) | D     | Matthias Hönerbach |
|    | Germania (bandiera) | D     | Harald Konopka     |
|    | Germania (bandiera) | D     | Dieter Prestin     |
|    | Germania (bandiera) | D     | Peter Ritter       |
|    | Germania (bandiera) | D     | Paul Steiner       |
|    | Germania (bandiera) | D     | Gerd Strack        |
|    | Germania (bandiera) | D     | Holger Willmer     |
|    | Germania (bandiera) | C     | Rainer Bonhof      |
|    | Germania (bandiera) | C     | Stefan Engels      |

| N. |                        | Ruolo | Calciatore         |
| -- | ---------------------- | ----- | ------------------ |
|    | Germania (bandiera)    | C     | Bernd Grabosch     |
|    | Germania (bandiera)    | C     | Thomas Kroth       |
|    | Germania (bandiera)    | C     | Hans-Peter Lipka   |
|    | Germania (bandiera)    | C     | Pierre Littbarski  |
|    | Turchia (bandiera)     | C     | Telat Üzüm         |
|    | Germania (bandiera)    | C     | Herbert Zimmermann |
|    | Germania (bandiera)    | A     | Klaus Allofs       |
|    | Germania (bandiera)    | A     | Klaus Fischer      |
|    | Germania (bandiera)    | A     | Frank Hartmann     |
|    | Germania (bandiera)    | A     | Rudi Müller        |
|    | Germania (bandiera)    | A     | Ferenc Schmidt     |
|    | Inghilterra (bandiera) | A     | Tony Woodcock      |

## Organigramma societario
Area tecnica
- Allenatore: Rinus Michels
- Allenatore in seconda: Rolf Herings, Horst Köppel
- Preparatore dei portieri: Rolf Herings
- Preparatori atletici:

## Calciomercato

### Sessione estiva
| Acquisti | Acquisti           | Acquisti           | Acquisti |
| R.       | Nome               | da                 | Modalità |
| -------- | ------------------ | ------------------ | -------- |
| A        | Klaus Allofs       | Fortuna Düsseldorf |          |
| A        | Klaus Fischer      | Schalke 04         |          |
| D        | Matthias Hönerbach | Bayer Leverkusen   |          |
| D        | Paul Steiner       | Duisburg           |          |
| C        | Telat Üzüm         | Union Heilbronn    |          |

| Cessioni | Cessioni          | Cessioni        | Cessioni |
| R.       | Nome              | a               | Modalità |
| -------- | ----------------- | --------------- | -------- |
| D        | Roland Gerber     | Darmstadt       |          |
| D        | Heinrich Kerscher | Wattenscheid 09 |          |
| A        | Dieter Müller     | Stoccarda       |          |
| C        | Jürgen Willkomm   | Wattenscheid 09 |          |

### Sessione invernale
| Acquisti | Acquisti | Acquisti | Acquisti |
| R.       | Nome     | da       | Modalità |
| -------- | -------- | -------- | -------- |

| Cessioni | Cessioni      | Cessioni       | Cessioni |
| R.       | Nome          | a              | Modalità |
| -------- | ------------- | -------------- | -------- |
| C        | René Botteron | Standard Liegi |          |

## Risultati

### Bundesliga

#### Girone di andata
| Arbitro: | Ross |

|            |           |  |
| Bonhof 69’ | Marcatori |  |

| Arbitro: | Horstmann |

|          |           |                                    |
| Heck 63’ | Marcatori | 53’ (rig.) Bonhof 78’, 84’ Fischer |

| Arbitro: | Schmidhuber |

|                              |           |            |
| Blau 11’ Oswald 29’ Abel 66’ | Marcatori | 43’ Allofs |

| Arbitro: | Hontheim |

|                                |           |  |
| Woodcock 65’ Bonhof 79’ (rig.) | Marcatori |  |

| Arbitro: | Linn |

|                                       |           |                |
| Hrubesch 55’ Bastrup 65’ Milewski 82’ | Marcatori | 46’ Littbarski |

| Arbitro: | Klauser |

|                                          |           |  |
| Kempe 12’ (aut.) Cullmann 15’ Engels 52’ | Marcatori |  |

| Arbitro: | Gabor |

|            |           |                |
| Müller 36’ | Marcatori | 40’ Littbarski |

| Arbitro: | Risse |

|                                       |           |  |
| Allofs 18’ Littbarski 75’ Fischer 78’ | Marcatori |  |

| Arbitro: | Brückner |

|  |           |                     |
|  | Marcatori | 22’, 77’ Littbarski |

| Arbitro: | Föckler |

|                                               |           |  |
| Steiner 20’ Woodcock 57’ Kroth 83’ Strack 86’ | Marcatori |  |

| Arbitro: | Hennig |

|                    |           |              |
| Glowacz 17’ (rig.) | Marcatori | 21’ Woodcock |

| Arbitro: | Hontheim |

|                   |           |                    |
| Bonhof 13’ (rig.) | Marcatori | 64’ (rig.) Mattern |

| Arbitro: | Engel |

|              |           |             |
| Siegmann 19’ | Marcatori | 89’ Fischer |

| Arbitro: | Redelfs |

|                              |           |  |
| Woodcock 46’, 56’ Strack 71’ | Marcatori |  |

| Arbitro: | Horstmann |

|                    |           |                                                           |
| Günther 48’ (rig.) | Marcatori | 21’ (rig.) Bonhof 36’ Fischer 64’ Woodcock 83’ Littbarski |

| Arbitro: | Brehm |

|                                       |           |  |
| Bonhof 26’ (rig.) Littbarski 34’, 39’ | Marcatori |  |

| Arbitro: | Messmer |

|                |           |            |
| Eilenfeldt 74’ | Marcatori | 83’ Allofs |

#### Girone di ritorno
| Arbitro: | Hennig |

|           |           |  |
| Klotz 81’ | Marcatori |  |

| Arbitro: | Niebergall |

|                                             |           |          |
| Woodcock 15’, 27’ Engels 54’ Littbarski 77’ | Marcatori | 40’ Heck |

| Arbitro: | Gabor |

|                |           |  |
| Littbarski 75’ | Marcatori |  |

| Arbitro: | Umbach |

|                                                         |           |                               |
| Nachtweih 26’ Löw 67’ (rig.) Falkenmayer 81’ Anthes 89’ | Marcatori | 32’ Fischer 73’ (aut.) Pezzey |

| Arbitro: | Linn |

|                   |           |                  |
| Bonhof 57’ (rig.) | Marcatori | 33’ (rig.) Kaltz |

| Arbitro: | Redelfs |

|                  |           |  |
| Dietz 45’ (rig.) | Marcatori |  |

| Arbitro: | Heitmann |

|                     |           |  |
| Allofs 2’, 51’, 82’ | Marcatori |  |

| Arbitro: | Huster |

|  |           |                           |
|  | Marcatori | 38’ Engels 83’ Littbarski |

| Arbitro: | Horeis |

|  |           |                  |
|  | Marcatori | 54’ (rig.) Riedl |

| Arbitro: | Engel |

|                     |           |                |
| Breitner 18’ (rig.) | Marcatori | 20’ Littbarski |

| Arbitro: | Pauly |

|                                                     |           |                         |
| Woodcock 26’, 32’, 60’ Bonhof 41’ (rig.) Strack 63’ | Marcatori | 71’ Økland 88’ Gelsdorf |

| Arbitro: | Heitmann |

|                           |           |                                             |
| Cestonaro 21’ Stetter 73’ | Marcatori | 38’, 90’ Strack 64’ Littbarski 70’ Woodcock |

| Arbitro: | Walz |

|                                                  |           |                               |
| Fischer 29’ Woodcock 40’ Konopka 43’ Steiner 53’ | Marcatori | 25’ (rig.) Reinders 88’ Meier |

| Arbitro: | Föckler |

|            |           |                |
| Dusend 54’ | Marcatori | 38’ Littbarski |

| Arbitro: | Gabor |

|                 |           |  |
| Allofs 63’, 88’ | Marcatori |  |

| Arbitro: | Niebergall |

|                                       |           |                                             |
| Grobe 27’ Worm 48’ Pahl 56’ Geyer 62’ | Marcatori | 47’ Bonhof 49’, 73’ Woodcock 67’ Littbarski |

| Arbitro: | Ermer |

|                                   |           |                                              |
| Allofs 8’ Cullmann 34’ Strack 63’ | Marcatori | 24’ Neues 31’ Hofeditz 48’ Briegel 73’ Dusek |

### Coppa di Germania
| Arbitro: | Tritschler |

|                      |           |            |
| Fruck 16’ Szesni 86’ | Marcatori | 72’ Strack |

## Statistiche

### Statistiche di squadra
| Competizione      | Punti | In casa | In casa | In casa | In casa | In casa | In casa | In trasferta | In trasferta | In trasferta | In trasferta | In trasferta | In trasferta | Totale | Totale | Totale | Totale | Totale | Totale | DR  |
| Competizione      | Punti | G       | V       | N       | P       | Gf      | Gs      | G            | V            | N            | P            | Gf           | Gs           | G      | V      | N      | P      | Gf     | Gs     | DR  |
| ----------------- | ----- | ------- | ------- | ------- | ------- | ------- | ------- | ------------ | ------------ | ------------ | ------------ | ------------ | ------------ | ------ | ------ | ------ | ------ | ------ | ------ | --- |
| Bundesliga        | 45    | 17      | 13      | 2       | 2       | 43      | 12      | 17           | 5            | 7            | 5            | 29           | 26           | 34     | 18     | 9      | 7      | 72     | 38     | +34 |
| Coppa di Germania | -     | 0       | 0       | 0       | 0       | 0       | 0       | 1            | 0            | 0            | 1            | 1            | 2            | 1      | 0      | 0      | 1      | 1      | 2      | -1  |
| Totale            | 45    | 17      | 13      | 2       | 2       | 43      | 12      | 18           | 5            | 7            | 6            | 30           | 28           | 35     | 18     | 9      | 8      | 73     | 40     | +33 |

### Andamento in campionato
| Giornata  | 1 | 2 | 3 | 4 | 5 | 6 | 7 | 8 | 9 | 10 | 11 | 12 | 13 | 14 | 15 | 16 | 17 | 18 | 19 | 20 | 21 | 22 | 23 | 24 | 25 | 26 | 27 | 28 | 29 | 30 | 31 | 32 | 33 | 34 |
| --------- | - | - | - | - | - | - | - | - | - | -- | -- | -- | -- | -- | -- | -- | -- | -- | -- | -- | -- | -- | -- | -- | -- | -- | -- | -- | -- | -- | -- | -- | -- | -- |
| Luogo     | C | T | T | C | T | C | T | C | T | C  | T  | C  | T  | C  | T  | C  | T  | T  | C  | C  | T  | C  | T  | C  | T  | C  | T  | C  | T  | C  | T  | C  | T  | C  |
| Risultato | V | V | P | V | P | V | N | V | V | V  | N  | N  | N  | V  | V  | V  | N  | P  | V  | V  | P  | N  | P  | V  | V  | P  | N  | V  | V  | V  | N  | V  | N  | P  |
| Posizione | 6 | 5 | 7 | 5 | 6 | 4 | 5 | 2 | 2 | 1  | 1  | 1  | 2  | 2  | 1  | 1  | 1  | 2  | 2  | 1  | 4  | 2  | 3  | 2  | 2  | 3  | 3  | 2  | 2  | 2  | 2  | 2  | 2  | 2  |

Legenda:

Luogo: C = Casa; T = Trasferta. Risultato: V = Vittoria; N = Pareggio; P = Sconfitta.

### Statistiche dei giocatori
| Giocatore     | Bundesliga | Bundesliga | Bundesliga  | Bundesliga | Coppa di Germania | Coppa di Germania | Coppa di Germania | Coppa di Germania | Totale   | Totale | Totale      | Totale     |
| Giocatore     | Presenze   | Reti       | Ammonizioni | Espulsioni | Presenze          | Reti              | Ammonizioni       | Espulsioni        | Presenze | Reti   | Ammonizioni | Espulsioni |
| ------------- | ---------- | ---------- | ----------- | ---------- | ----------------- | ----------------- | ----------------- | ----------------- | -------- | ------ | ----------- | ---------- |
| K. Allofs     | 30         | 9          | 5           | 0          | 1                 | 0                 | 0                 | 0                 | 31       | 9      | 5           | 0          |
| R. Bonhof     | 34         | 9          | 3           | 0          | 1                 | 0                 | 0                 | 0                 | 35       | 9      | 3           | 0          |
| R. Botteron   | 6          | 0          | 0           | 0          | 1                 | 0                 | 0                 | 0                 | 7        | 0      | 0           | 0          |
| B. Cullmann   | 32         | 2          | 1           | 0          | 0                 | 0                 | 0                 | 0                 | 32       | 2      | 1           | 0          |
| G. Ehrmann    | 0          | 0          | 0           | 0          | 0                 | 0                 | 0                 | 0                 | 0        | 0      | 0           | 0          |
| S. Engels     | 27         | 3          | 3           | 0          | 1                 | 0                 | 1                 | 0                 | 28       | 3      | 4           | 0          |
| K. Fischer    | 31         | 7          | 0           | 0          | 1                 | 0                 | 0                 | 0                 | 32       | 7      | 0           | 0          |
| B. Grabosch   | 0          | 0          | 0           | 0          | 0                 | 0                 | 0                 | 0                 | 0        | 0      | 0           | 0          |
| F. Hartmann   | 11         | 0          | 0           | 0          | 0                 | 0                 | 0                 | 0                 | 11       | 0      | 0           | 0          |
| M. Hönerbach  | 0          | 0          | 0           | 0          | 0                 | 0                 | 0                 | 0                 | 0        | 0      | 0           | 0          |
| H. Konopka    | 26         | 1          | 5           | 0          | 1                 | 0                 | 0                 | 0                 | 27       | 1      | 5           | 0          |
| T. Kroth      | 22         | 1          | 2           | 0          | 0                 | 0                 | 0                 | 0                 | 22       | 1      | 2           | 0          |
| H. Lipka      | 0          | 0          | 0           | 0          | 0                 | 0                 | 0                 | 0                 | 0        | 0      | 0           | 0          |
| P. Littbarski | 33         | 15         | 4           | 0          | 1                 | 0                 | 0                 | 0                 | 34       | 15     | 4           | 0          |
| R. Müller     | 0          | 0          | 0           | 0          | 0                 | 0                 | 0                 | 0                 | 0        | 0      | 0           | 0          |
| D. Prestin    | 13         | 0          | 1           | 0          | 0                 | 0                 | 0                 | 0                 | 13       | 0      | 1           | 0          |
| P. Ritter     | 0          | 0          | 0           | 0          | 0                 | 0                 | 0                 | 0                 | 0        | 0      | 0           | 0          |
| F. Schmidt    | 0          | 0          | 0           | 0          | 0                 | 0                 | 0                 | 0                 | 0        | 0      | 0           | 0          |
| T. Schumacher | 34         | 0          | 1           | 0          | 1                 | 0                 | 0                 | 0                 | 35       | 0      | 1           | 0          |
| P. Steiner    | 34         | 2          | 3           | 0          | 1                 | 0                 | 0                 | 0                 | 35       | 2      | 3           | 0          |
| G. Strack     | 32         | 6          | 7           | 0          | 1                 | 1                 | 0                 | 0                 | 33       | 7      | 7           | 0          |
| H. Willmer    | 33         | 0          | 3           | 0          | 1                 | 0                 | 0                 | 0                 | 34       | 0      | 3           | 0          |
| T. Woodcock   | 32         | 15         | 0           | 0          | 1                 | 0                 | 0                 | 0                 | 33       | 15     | 0           | 0          |
| H. Zimmermann | 0          | 0          | 0           | 0          | 0                 | 0                 | 0                 | 0                 | 0        | 0      | 0           | 0          |
| T. Üzüm       | 0          | 0          | 0           | 0          | 0                 | 0                 | 0                 | 0                 | 0        | 0      | 0           | 0          |